# أنبوب الموجة الراحلة

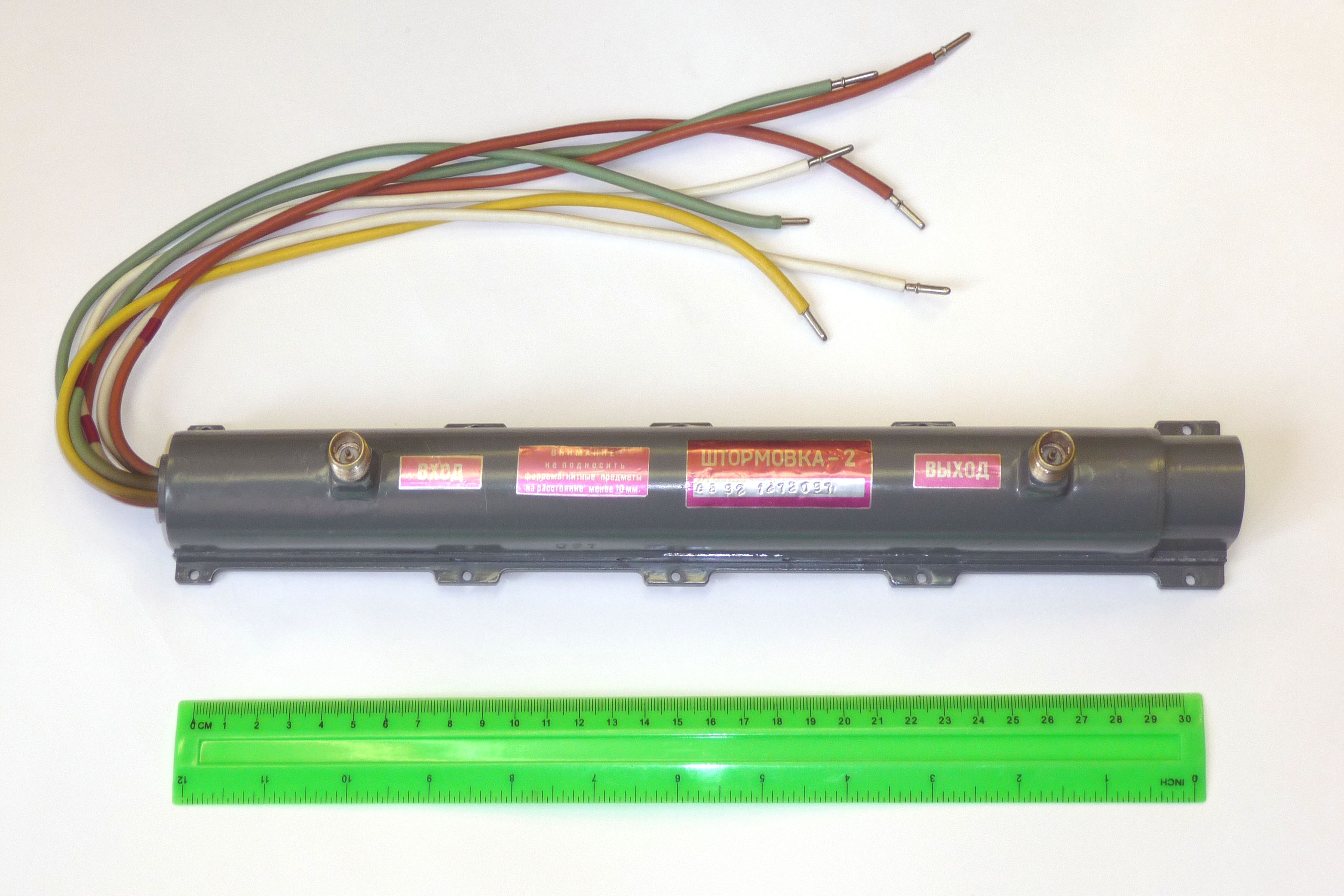
صمام الموجة الراحلة

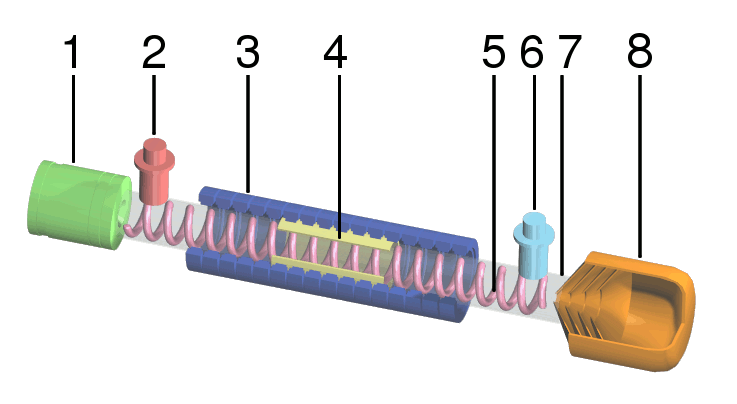
مكوّنات صمام الموجة الراحلة. (1) مدفع إلكتروني (2) مدخل تردد راديو (3) مغناطيس (4) موهن قدرة; (5) وشيعة; (6) مخرج تردد راديو; (7) صمام مفرغ; (8) مكان تجميع.

صمام الموجة الراحلة (أو أنبوب الموجة المرتحلة، والذي يرمز له اختصاراً TWT من Traveling-wave tube) هو صمام مفرغ خاص يستخدم في مجال الإلكترونيات من أجل تضخيم إشارات التردد الراديوي (RF) في مجال الموجات صغرية (الميكرويف).
يمتاز صمام الموجة الراحلة عن غيره من الصمامات الميكروئية بقدرته على تضخيم مجال واسع من التردد. إن عرض نطاق صمام الموجة الراحلة الحلزوني يمكن أن يكون له ضعفي الأوكتاف، في حين أن صمامات الموجة الراحلة الفجوية لها عرض نطاق بين 10 - 20%.
يتراوح مدى الترددات العاملة بين 300 ميغاهرتز إلى 50 غيغاهرتز، ويكون مقدار التضخيم من مرتبة تتراوح بين 40 إلى 70 ديسيبل، والقدرة الناتجة بالميغاواط.